# 김어준
김어준(金於俊, 1968년 12월 4일~)은 대한민국 언론인, 시사평론가이다. 1998년 딴지일보를 창간했으며, 딴지일보를 포함해 한겨레, 문화방송, SBS, TBS 교통방송 등 다양한 언론과 방송에서 활동한다. 본관은 김해이며, 경상남도 진해시 출생이다.

## 생애
1968년 12월 4일 김조인과 이복임 사이에서 태어났다. 김어준은 공무원인 아버지를 따라서 초등학교 졸업 후 중학교 2학년 때까지 미국에서 생활했다. 아버지는 굉장히 보수적이나 인문학적 소양이 있었고, 어머니는 인문소양보다 대단히 활달하고 통이 컸다고 하는데, 본인의 말로는 성격은 어머니를, 머리는 아버지를 닮았다고 평가한다.
본관은 김해 김씨고 병역은 방위로 필하였다.
서울, 문일고등학교를 졸업하고(1987년) 서울대학교 진학을 시도하면서 3수를 하고 홍익대학교에서 공학 학사를 취득했다.
대한민국 여행 자율화가 이루어진지 얼마 안 된 시점에서 배낭 여행을 시작하여 80개국을 다녔다. 여행지 지하철 안에서 신문을 판매하거나, 배낭여행 설명회, 암달러상, 숙박업 등 각종 아르바이트를 해가며 경비를 마련했는데, 당시 경험은 강연이나 상담 등에서도 자주 소개하였다.
1998년 딴지일보를 창간했다. 초창기에는 혼자 또는 대학교 후배들과 같이 기사를 써 나갔다.
2011년 10월 MBC 표준FM(95.9MHz) '김어준의 색다른 상담소'에서 하차한 이후 5년 만에 지상파 라디오 진행자로 섭외되어 교통방송에서 2016년 9월 26일부터 '김어준의 뉴스공장'의 진행을 맡았다.
나꼼수 활동을 하며 주진우와 함께 공직선거법 위반으로 기소된 사건에서 국민참여재판 배심원 평결을 따라 무죄가 확정되었다.(대법원2015도1271)

## 학력
- 1981년 청룡초등학교 졸업
- 1984년 윤중중학교 졸업
- 1987년 문일고등학교 졸업
- 1995년 홍익대학교 전기공학과 학사

## 출연 방송

### 진행 중인 프로그램
- 2023년 1월 9일~ 《김어준의 겸손은 힘들다 뉴스공장》(유튜브 방송)
- 2017년 11월 24일~《김어준의 다스뵈이다》(인터넷 유튜브 방송)

### 과거 출연 프로그램
- 2014년 3월 14일~2017년 10월 28일 시즌1 종영《김어준의 KFC → 김어준의 Papa is》(하니TV, 진행)

#### 라디오
- 2004년 - 《저공비행》(CBS 라디오, DJ)
- 2005년 - 《시사자키 오늘과 내일》(CBS 라디오, DJ)
- 2006년 5월 1일~2008년 3월 28일 - 《김어준의 뉴스N조이》(SBS 러브FM, DJ)
- 2010년 10월~2011년 9월 - 《두시의 데이트 윤도현입니다》(MBC FM4U, 〈연애와 국제정치〉 코너 게스트)
- 2011년 5월 9일~2011년 10월 21일 - 《김어준의 색다른 상담소》(MBC 표준FM, DJ)
- 2016년 9월 26일~2022년 12월 30일 - 《김어준의 뉴스공장》(교통방송, DJ)

#### 인터넷 방송
- 2009년 6월 23일~2013년 3월 16일[8] - 《김어준의 뉴욕타임스》(한겨레 하니TV, 진행)

#### 팟캐스트
- 2011년 4월~2012년 12월 18일 - 《나는 꼼수다》(딴지라디오, 진행)

#### TV방송
- 2017년 11월 4일~5일, 2018년 1월 18일~8월 2일《김어준의 블랙하우스》 (SBS TV)

## 논란

### 미투 운동에 대한 음모론 제기
2018년 2월 25일, 김어준은 자신의 팟케스트 방송 '다스뵈이다'에서 미투 운동이 문재인 정부 분열을 위한 공작에 사용될 것이라는 음모론을 펼쳤다.
이에 대해 진중권 동양대학교 교수가 외부자들에 출연해 진영논리적 음모론이라고 비판하였다.

### 코로나19 관련 발언
2020년 3월 6일 "TBS 김어준의 뉴스공장" 영상 중 김어준은 "어제부로 대구의 코로나 확진자 비율은 대구시민 560명당 1명이 됐습니다. 이런 추세라면 다음 주면 400명, 300명당 1명 꼴로 코로나 확진자가 대구에서 나오게 되겠죠. 중국이 정말 문제였다면 인구 2,300만 수도권은 왜 10만 명당 1명 꼴로 확진자가 나오겠습니까? 숫자가 명백히 말하고 있는 겁니다. 우리 코로나 사태는 대구 사태이자, 신천지 사태라는 걸. 그래서 이상하다는 겁니다. 보수 야당은 왜 대구 시민들이 요구하는 강제 수사를 검찰에 압박하지 않는가? 검찰은 왜 움직이지 않는가? 언론은 왜 그들을 비판하지 않는가?"라는 발언을 통하여 은연 중에 코로나 사태의 책임을 대구 시민들과 신천지 교인들에게 뒤집어씌우는 게 아니냐는 비난을 받았다. 대구 지역언론은 김어준을 비판했으나 TBS 측은 "신종 코로나바이러스 감염증(코로나19) 확산이 지역적으로는 대구에, 사회적으로는 신천지라는 종교의 특수성에서 비롯된 만큼 대구 시민의 안전을 지키기 위한 방역 대책도 이 두 지점에 초점을 맞춰야 한다는 점을 강조하기 위해 '대구 사태, 신천지 사태'로 표현한 것"이라며 해명하였다.

## 관련 서적
- 나는 꼼수다 2, 공저, 2012년 4월
- 나는 꼼수다 1, 공저, 2012년 1월
- 닥치고 정치, 저자, 2011년 10월 ISBN 9788971848685
- 내가 걸은 만큼만 내 인생이다, 공저, 2011년 10월 ISBN 9788984315099
- 소울푸드, 공저, 2011년 10월 ISBN 9788997162055
- 공감의 한줄, 어록 게재, 2011년 10월 ISBN 9788996283744
- 여행하면 성공한다, 사례 게재, 2011년 5월 ISBN 9788996622611
- 베껴 쓰기로 연습하는 글쓰기 책, 글 게재, 2010년 10월 ISBN 9788963895246
- 진보의 재탄생: 노회찬과의 대화, 공저, 2010년 2월 ISBN 9788996217541
- 쉘 위 토크: 대립과 갈등에 빠진 한국사회를 향한 고언》, 공저, 2010년 2월 ISBN 9788959401765
- 아뿔싸, 난 성공하고 말았다: 21세기 한국사회에서 스펙 없이 실현가능한 진실 석세스 스토리, 공저, 2009년 11월 ISBN 9788964069028
- 화: 6인 6색 인터뷰 특강, 공저, 2009년 8월 ISBN 9788984313507
- 거꾸로, 희망이다: 혼돈의 시대, 한국의 지성 12인에게 길을 묻다, 공저, 2009년 6월 ISBN 9788996268802
- 건투를 빈다: 김어준의 정면돌파 인생매뉴얼, 저자, 2008년 11월 ISBN 9788971847985
- 쾌도난담, 공저, 2000년 10월 ISBN 9788995083444
- 딴지 졸라스페셜, 2000년 8월
- 딴지일보(1~4), 저자, 1998년/1999년 ISBN 9788976762887, ISBN 9788976762894, ISBN 9788976762900, ISBN 9788976762962

## 영화
- 2017년 - 《더 플랜》
- 2017년 - 《저수지게임》
- 2018년 - 《그날 바다》
- 2020년 - 《유령선》

## 고정 멘트
- 아무도 쫄지마~ 끝! (나는 꼼수다 클로징 멘트 中)
- "김어준 생각" 이었습니다.(김어준의 뉴스공장 오프닝 멘트 中)

## 가족 사항
- 아버지: 김조인(~2021년 6월 12일)
- 어머니: 이복임(1938년~2020년 7월 9일)
- 배우자: 인정옥(1968년~)